# Balaklava Island
Balaklava Island ist eine Insel in der kanadischen Provinz British Columbia. Sie gehört zum Regional District of Mount Waddington. Im Norden wird die 8 km² große Insel durch die Königin-Charlotte-Straße vom Festland getrennt, im Süden durch den Goletas-Kanal von Vancouver Island. Von ihrer westlichen Nachbarinsel Nigei Island wird sie durch die Browning Passage getrennt, von Hurst Island im Osten durch die Christie Passage. Hurst Island gehört wie andere östlich gelegene Inseln zum God’s Pocket Marine Provincial Park, einem der Provincial Parks in British Columbia.
Ihren heutigen Namen erhielt Balaklava Island vom britischen Marineoffizier Daniel Pender am 25. Oktober 1863, dem neunten Jahrestag des britischen Sieges in der Schlacht bei Balaklawa.
Die Insel gehört zum traditionellen Siedlungsgebiet der Tlatlasikwala, einer Gruppe der Kwakwaka'wakw. Auf der Insel lagen zwei ehemalige Siedlungen: Wadzi’ ungefähr mittig an der Browning Passage und Glenglaouch (t’ła̱nt’ła’akw) im Süden am Goletas-Kanal. Die zweite Stelle wurde der Tlatlasikwala Nation 1889 als 5,7 Hektar großes Indian reserve (Glen-gla-ouch 5) zugesprochen.
An der Nordostspitze der Insel, dem Scarlett Point, liegt seit 1905 der von der kanadischen Küstenwache betriebene Leuchtturm Scarlett Point Lighthouse. Die Gewässer um die Insel werden von Schiffen passiert, die auf der Inside Passage sowie dem Alaska Marine Highway von Washington nach Alaska unterwegs sind.